# A624高速公路
A624高速公路是法国的一条高速公路，始于图卢兹，终于colomiers，与A620高速相连。A624高速公路位于南比利牛斯地区，长度约4千米。该高速始建于20世纪80年代末。